# Kadra 4 batalionu telegraficznego
Kadra 4 batalionu telegraficznego (kadra 4 btlgr) – oddział łączności Wojska Polskiego.

## Historia oddziału
12 kwietnia 1926 został wydany rozkaz wykonawczy L.dz. 1200/26.Łączn. o wprowadzeniu w życie nowej organizacji formacji ewidencyjnych łączności na stopie pokojowej. Rozkaz przewidywał, w pierwszej fazie (decentralizacji), sformowanie między innymi 9 samodzielnego batalionu łączności przez 1 pułk łączności w Zegrzu. Organizacja nowej jednostki powinna zostać zakończona 15 maja 1926. Batalion był formacją ewidencyjną i jednostką administracyjną.
Organizacja samodzielnego batalionu łączności na stopie pokojowej (Oddz.I.Szt.Gen. L.dz. 1302/Org. z 23 marca 1926 przewidywała w jego składzie : drużynę dowódcy, kwatermistrzostwo, trzy kompanie łączności, kompanię administracyjną oraz park łączności.
Kadra stacjonowała w garnizonie Brześć.
Kadra była jednostką mobilizującą. Zgodnie z planem mobilizacyjnym „W” komendant kadry był odpowiedzialny za przygotowanie i przeprowadzenie mobilizacji jednostek łączności wpisanych na jego tabelę mob.. W mobilizacji alarmowej, w grupie jednostek oznaczonych kolorem żółtym, mobilizowano:
- kompanię stacyjną łączności nr 17,
- kompanię telefoniczno-kablową nr 29,
- kompanię telefoniczno-kablową nr 30,
- kompanię telefoniczno-budowlaną nr 19,
- samodzielną drużynę gołębi pocztowych nr 15,
- samodzielną drużynę gołębi pocztowych nr 16[7].

Ponadto w I rzucie mobilizacji powszechnej mobilizowano samodzielny pluton telefoniczno-budowlany nr 19 i park łączności nr 15, natomiast w II rzucie pluton łączności Kwatery Głównej nr 60, kompanię telefoniczną nr 60, drużynę parkową łączności nr 60 i kompanię marszową telegraficzną nr 13.
23 marca 1939 została zarządzona mobilizacja jednostek żółtych na obszarze Okręgu Korpusu Nr IX, która objęła między innymi jednostki telegraficzne łączności operacyjnej (kompania stacyjna, dwie kompanie telefoniczno-kablowe i kompania telefoniczno-budowlana) oraz obie samodzielne drużyny gołębi pocztowych. Jednostki telegraficzne łączności operacyjnej zostały sformowane według organizacji wojennej L.3122/mob.org., ukompletowane wg zestawienia specjalności L.3122/mob.AR i wyposażone zgodnie z należnościami materiałowymi L.3122/mob.mat. Mobilizacja wykazała pewne usterki zarówno w samym przygotowaniu mob. jak i w wyposażeniu materiałowym oddziałów, które następnie usunięto. „Oddziały zmobilizowane przez kadrę 4 baonu telegr. przydzielono do Armii „Łódź” gen. dyw. Rómmla z zadaniem rozbudowy sieci teletechnicznej stałej w tym rejonie”. We wrześniu 1939 dowódcą kompanii stacyjnej łączności nr 17 był kpt. łącz. Czesław Żukowski, a dowódcą plutonu w Kwaterze Głównej Armii „Łódź” ppor. łącz. rez. inż. Tadeusz Żarnecki. Kapitan Żukowski jako dowódca kompanii stacyjnej wziął udział w obronie Warszawy.
W maju 1939 mobilizację zestawu jednostek łączności Dywizji Piechoty nr 60 przeniesiono do kompanii łączności 28 DP w Dęblinie. Wpisana na tabelę mob. Stacja Gołębi Pocztowych nr 9 pozostawała w razie mobilizacji o etacie pokojowym w składzie jednego gołębnika stałego. Terminy mobilizacji samodzielnego plutonu telefoniczno-budowlanego nr 19, parku łączności nr 15 i kompanii marszowej telegraficznej nr 13 pozostały bez zmian.
10 czerwca 1939 polecono natychmiast rozformować samodzielne drużyny gołębi pocztowych nr 15 i 16, które w poprawionej wersji planu „W” miały być mobilizowane ponownie przez kompanie łączności 1 i 19 DP (drużyna nr 15) oraz kompanie łączności 17 i 14 DP (drużyna nr 16).
Całość nadwyżek miała być gotowa do odjazdu koleją do Ośrodka Zapasowego Telegraficznego „Lublin” od piątego dnia mobilizacji.
Park łączności nr 15 był przeznaczony dla Armii „Poznań”, natomiast samodzielny pluton telefoniczno-budowlany nr 19 został skierowany do odwodu naczelnego dowódcy łączności „Siedlce”. Kompania marszowa telegraficzna nr 13 została wystawiona do dyspozycji naczelnego dowódcy łączności.
11 lub 12 września 1939 nadwyżki miały wyjechać transportem kolejowym z Brześcia do Stanisławowa. Dalsze losy nie są znane.

## Żołnierze
Dowódcy batalionu i komendanci Kadry
- mjr łącz. Stanisław Kurowski (VI 1926[21] – VI 1927[22])
- mjr łącz. Antoni Łukoś (VI 1927[23] – XI 1932[24])
- ppłk łącz. Henryk Doskoczyński (14 VI 1933[25] – IV 1934[26])
- kpt. łącz. Mieczysław III Zaremba (p.o. 19 IV 1934[27][28] – 1937[28])
- mjr łącz. Roman Marian Hepter (do 1939[29])

Obsada personalna Kadry w marcu 1939
- komendant kadry – mjr łącz. Roman Marian Hepter
- oficer mobilizacyjny – kpt. adm. (łącz.) Kazimierz Mich[30]
- zastępca oficera mobilizacyjnego – por. adm. (tab.) Tadeusz Ordyłowski †1940 Katyń[31]
- oficer administracyjno-materiałowy – wakat
- dowódca kompanii szkolnej – kpt. łącz. Czesław Żukowski[32]
- instruktor – por. łącz. Antoni Ostańkowicz[32] †1940 Katyń[33]
- instruktor – ppor. łącz. Bronisław Wincenty Włudyka[b]